# Gerreidae
Famille
Les Gerreidae  sont une famille de poissons de l'ordre des Perciformes représentée par sept genres et 49 espèces.

## Liste des genres
Selon World Register of Marine Species (24 novembre 2014) :
- genre Diapterus Ranzani, 1842 — (4 espèces)
- genre Eucinostomus Baird & Girard, 1855 — (9 espèces)
- genre Eugerres Jordan & Evermann, 1927 — (7 espèces)
- genre Gerres Quoy & Gaimard, 1824 — (26 espèces)
- genre Lepidochir
- genre Parequula Steindachner, 1879 — (1 espèce)
- genre Pentaprion Bleeker, 1850 — (1 espèce)
- genre Ulaema Jordan & Evermann, 1895 — (1 espèce)

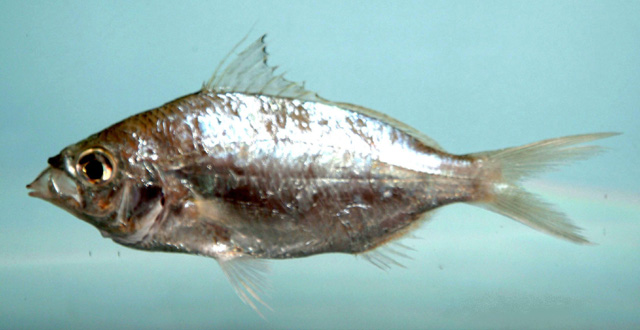
Eucinostomus gula
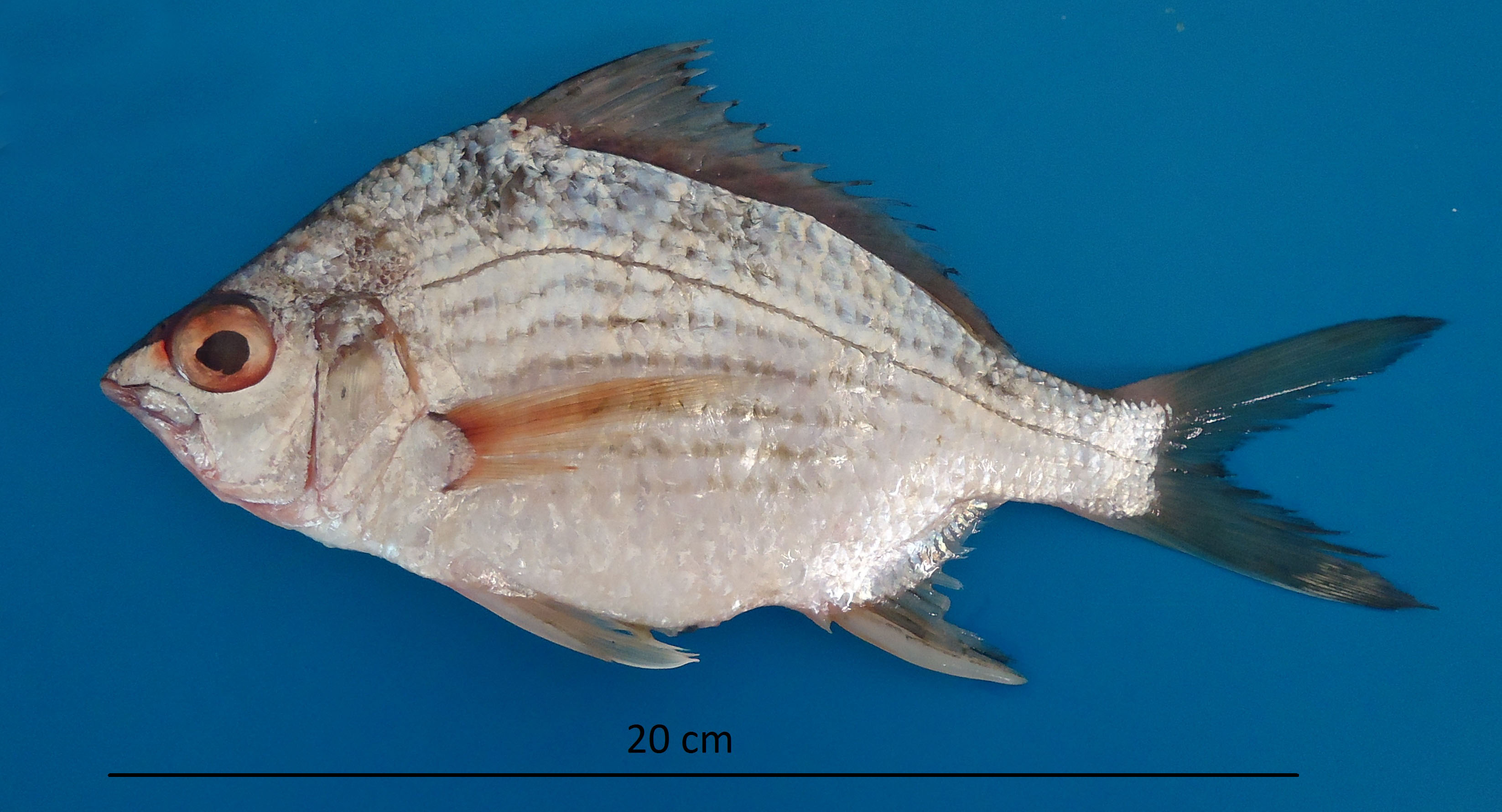
Eugerres brasilianus
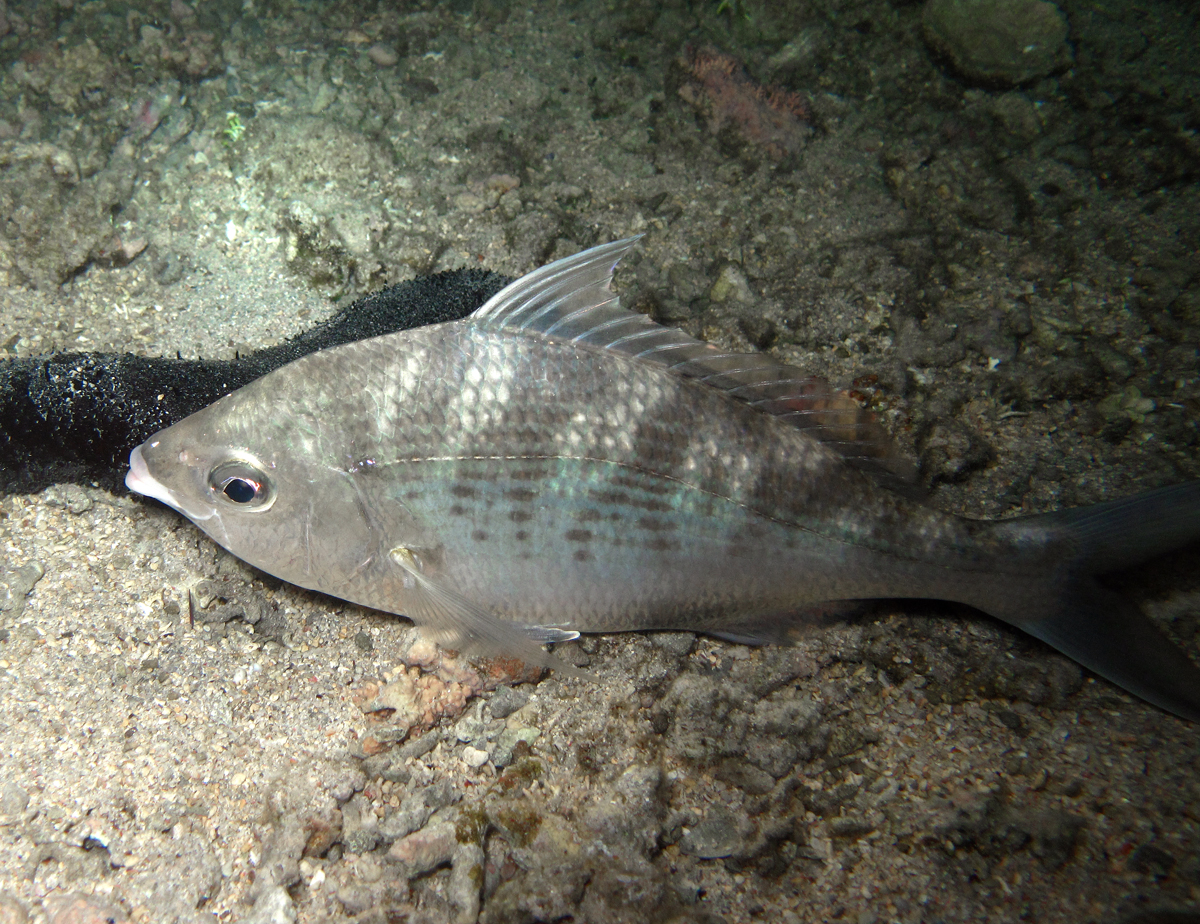
Gerres longirostris
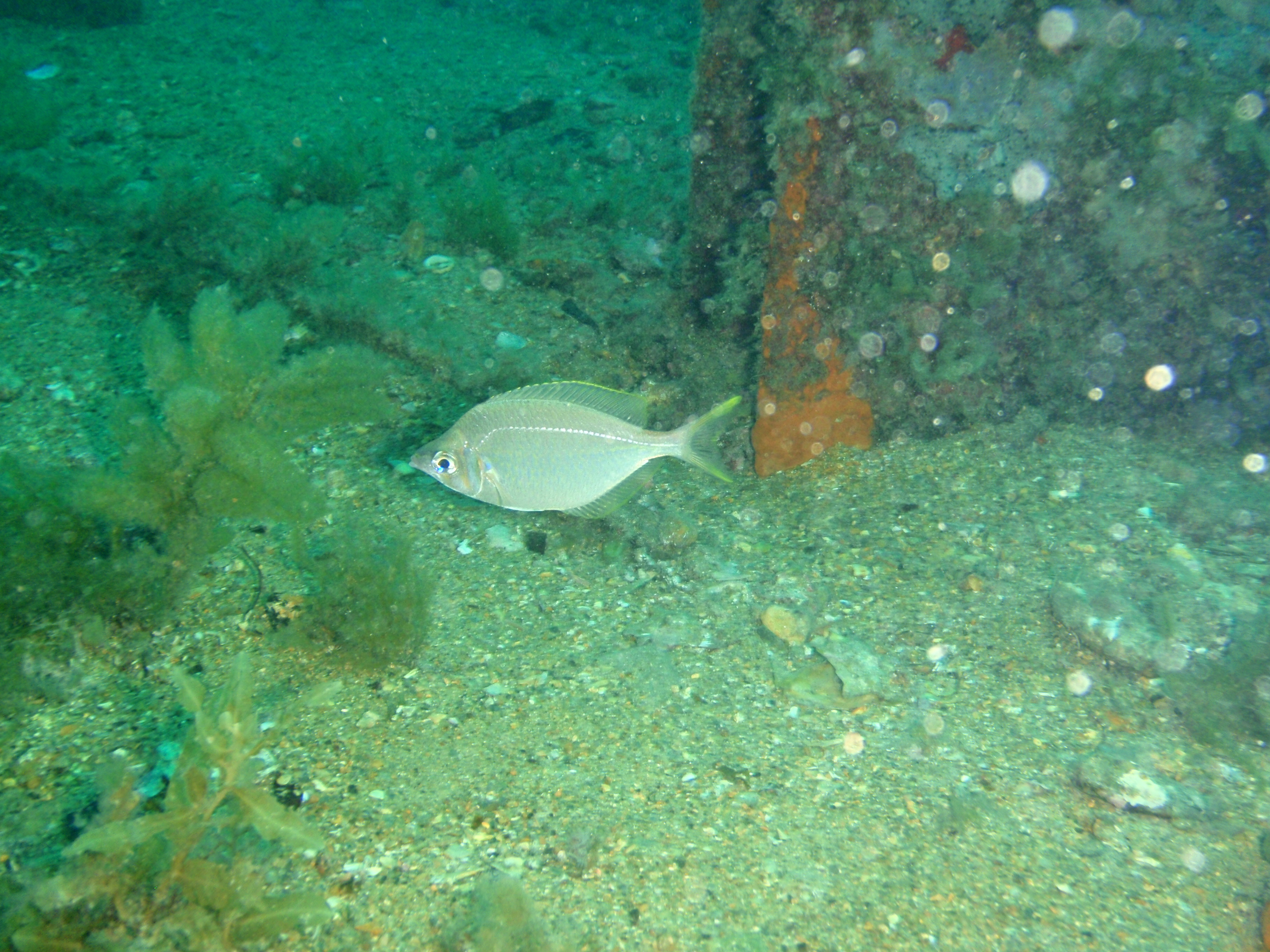
Parequula melbournensis